# Prosome (anatomie des arthropodes)
Pour les articles homonymes, voir Prosome.

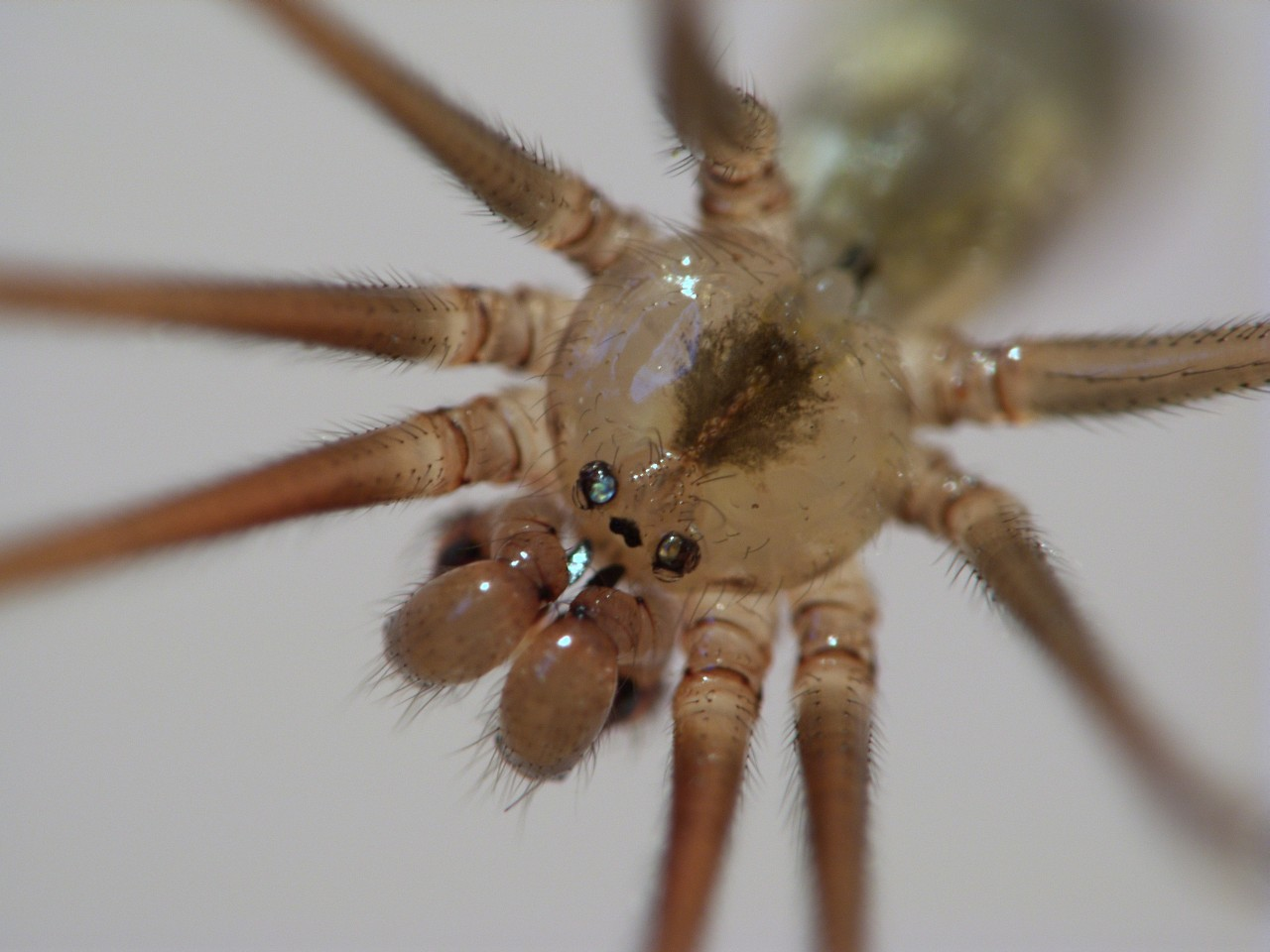
Gros plan sur le prosome d'une araignée de la famille des Pholcidae

Le prosome ou prosoma désigne l'avant du corps des insectes et des arachnides.
- Chez les insectes, le prosoma désigne l'avant du corps (tête, fusion de l'acron et de 5 ou 6 segments)[1].

- Chez les arachnides, le prosoma désigne la région antérieure que l'on considère résulter de la fusion de la tête et du thorax. On le nomme souvent céphalothorax. Le prosoma porte les appendices des arachnides (pièces buccales telles les chélicères et les pédipalpes, pattes ambulatoires). La deuxième partie du corps (si elle n'a pas fusionné avec la première partie comme chez les acariens ou les opiliones) se nomme l'opisthosome (ou opisthosoma).

## Source
- Eugène Séguy (1967). Dictionnaire des termes techniques d’entomologie élémentaire, XLI, Éditions Lechevalier (Paris), collection Encyclopédie entomologique : 465 p.